# Stijn Steels
Stijn Steels (Gand, 21 agosto 1989) è un ex ciclista su strada ed ex pistard belga, è stato professionista dal 2013 al 2022.

## Palmarès

### Strada
- 2007 (Juniores)

1ª tappa Kroz Istru (Pola > Buie)
Omloop der Vlaamse Gewesten Junior
Omloop Mandel - Leie - Schelde
- 2010 (Qin Cycling Team)

Classifica generale Ronde van Vlaams-Brabant
- 2012 (EFC-Omega Pharma-Quick Step, tre vittorie)

1ª tappa Arden Challenge (Compogne > Compogne)
2ª tappa Tour de Franche Comté Cycliste (Montbenoît > Les Rousses)
1ª tappa Tour de Moselle (Escherange > Roussy-le-Village)
- 2015 (Topsport Vlaanderen-Baloise, due vittorie)

GP Wase Polders
Dwars door de Vlaamse Ardennen
- 2016 (Topsport Vlaanderen-Baloise, una vittoria)

Grand Prix de la Ville de Lillers

#### Altri successi
- 2007 (Juniores)

2ª tappa, 1ª semitappa Sint-Martinusprijs Kontich (Kontich, cronosquadre)
- 2008 (Juniores)

Mariekerke
- 2009 (Rock Werchter-Chocolade Jacques)

Criterium Duffel
- 2012 (EFC-Omega Pharma-Quick Step)

Criterium Westerlo
- 2013 (Crelan-Euphony)

Classifica sprint Tour de Wallonie
- 2014 (Topsport Vlaanderen-Baloise)

Classifica sprint Driedaagse De Panne-Koksijde
GP Lanssens

### Pista
- 2006

Campionati belgi, Americana Junior (con Fréderique Robert)
- 2007

Campionati belgi, Omnium Junior
Campionati belgi, Inseguimento individuale Junior
Campionati belgi, Americana Junior (con Fréderique Robert)
Campionati belgi, Inseguimento a squadre Junior (con Matthias Allegaert, Jens Debusschere e Gieljan Engelrelst)
Campionati belgi, Velocità Junior (con Fréderique Robert e Timothy Stevens)
- 2008

UIV Cup Gand, Under-23 (con Tosh Van Der Sande)
- 2009

Campionati belgi, Inseguimento a squadre (con Ingmar De Poortere, Jeroen Lepla e Tim Mertens)

## Piazzamenti

### Classiche monumento
- Giro delle Fiandre

2016: 51º
2017: 100º
2018: 104º
2019: 110º
- Parigi-Roubaix

2014: 68º
2015: ritirato
2016: ritirato
2017: ritirato
2018: fuori tempo massimo

### Competizioni mondiali
- Campionati del mondo su pista

Gand 2006 - Corsa a punti Junior: 11º
Aguascalientes 2007 - Omnium Junior: 4º
Aguascalientes 2007 - Americana Junior: 7º
Pruszków 2009 - Inseguimento a squadre: 9º
Pruszków 2009 - Omnium: ritirato
- Campionati del mondo su strada

Richmond 2015 - Cronosquadre: 16º

### Competizioni europee
- Campionati europei su pista

Pruszków 2008 - Inseguimento a squadre Under-23: 7º
Pruszków 2008 - Scratch Under-23: 23º
Pruszków 2008 - Corsa a punti Under-23: 21º
2009 - Omnium Endurance: 15º